# L'Homme qui en savait trop (film, 1934)
Pour les articles homonymes, voir L'Homme qui en savait trop.
Pour plus de détails, voir Fiche technique et Distribution.
L'Homme qui en savait trop (The Man Who Knew Too Much) est un film d'espionnage britannique d'Alfred Hitchcock, sorti en 1934.
Vingt-deux ans après, le cinéaste en réalise lui-même une nouvelle version aux États-Unis, avec James Stewart et Doris Day dans le rôle des parents de l'enfant enlevé.
Le film évoque un père de famille qui, devenant par hasard détenteur d'un secret d'État, « en sait trop ». Des espions ennemis enlèvent sa fille pour qu'il ne révèle pas ce secret.

## Synopsis
Dans les Alpes suisses, Bob et Jill Lawrence, un couple d'Anglais, et leur fille Betty font fortuitement la connaissance d’un agent secret français. Ce dernier, avant d’être assassiné, révèle à Bob Lawrence l’imminence d’un attentat à Londres. 
Pour obtenir le silence des Lawrence, les criminels enlèvent leur fille. Ce couple ordinaire en vacances va alors devoir choisir entre la vie de sa fille et celle d’un homme politique important.

## Fiche technique
- Titre : L'Homme qui en savait trop
- Titre original : The Man Who Knew Too Much
- Réalisation : Alfred Hitchcock
- Scénario : Charles Bennett, D. B. Wyndham-Lewis, Edwin Greenwood, A. R. Rawlinson et Emlyn Williams
- Musique : Arthur Benjamin
- Direction musicale : Louis Levy
- Décors : Alfred Junge et Peter Proud
- Production : Michael Balcon
- Société de production : Gaumont British Picture Corporation
- Pays de production :  Royaume-Uni
- Genre : Thriller et espionnage
- Format : noir et blanc - 1.37:1 - mono - 35mm
- Durée : 72 minutes
- Dates de sortie : 
  - Royaume-Uni : décembre 1934
  - France : 1er mars 1935
  - États-Unis : 15 avril 1935

## Distribution
- Leslie Banks : Bob Lawrence
- Edna Best : Jill Lawrence
- Peter Lorre : Abbott
- Frank Vosper : Ramon
- Hugh Wakefield : Clive
- Nova Pilbeam : Betty Lawrence
- Pierre Fresnay : Louis Bernard, l'agent secret français
- Cicely Oates : Agnes, l'infirmière d'Abbott
- George Curzon : Gibson

## Autour du film
- Le début du film est tourné en Suisse, à Saint-Moritz où les Hitchcock avaient passé leur lune de miel et où ils avaient coutume de séjourner pour leurs vacances d’hiver.
- La censure britannique s'est opposée à ce qu’on laisse penser que les policiers britanniques portaient habituellement une arme à feu. Une distribution d’armes arrivant en camionnette a donc été spécifiquement ajoutée dans ce but.